# Hôtel du Plessis-Bellière
Pour les articles homonymes, voir Plessis-Bellière.
L’hôtel du Plessis-Bellière, ou hôtel Pastoret est un hôtel particulier situé au no 6 de la place de la Concorde dans le 8e arrondissement de Paris. Il fait aujourd'hui partie de l'Automobile Club de France, associé au mitoyen hôtel Cartier.

## Historique
En 1758, le roi Louis XV commande à son architecte, Jacques-Ange Gabriel, la réalisation sur la « place Louis XV » de deux façades identiques de part et d'autre de la rue Royale : la façade orientale est d'emblée occupée par l'hôtel du Garde-Meuble de la Couronne jusqu'à la révolution, devenu à partir de cette période durant deux siècles l'hôtel de la Marine, tandis que le premier hôtel de la Monnaie devait prendre possession de la façade occidentale. Mais cet emplacement fut en définitive jugé trop éloigné du quartier des affaires et un arrêt du Conseil décida que le nouvel édifice s’élèverait à son emplacement actuel, sur le quai de Conti. Le terrain situé derrière la colonnade occidentale fut alors divisé en quatre lots qui furent cédés à des particuliers, à charge pour eux d'élever des hôtels particuliers derrière la façade de Gabriel :
- au no 4, l'hôtel de Coislin,
- au no 6, l'hôtel du Plessis-Bellière,
- au no 8, l'hôtel Cartier,
- au no 10, l'hôtel de Crillon.

Fors la façade, les hôtels du Plessis-Bellière et Cartier sont l'œuvre de l'architecte Pierre-Louis Moreau-Desproux. Le premier est bâti pour David-Étienne Rouillé de l'Étang, écuyer, conseiller-secrétaire du roi et trésorier-général des deniers de la Police, tandis que Cartier fait construire le second pour son propre compte.
David Etienne Rouillé de L'Estang est le fils de Marguerite Perrinet (1698-1796), veuve de Jean Rouillé, négociant en toiles, bourgeois de Paris, avec laquelle il fait bâtir son hôtel en 1776,  et dont le portrait, réalisé au pastel par Maurice Quentin de La Tour, figurait dans les collections de l'hôtel.
Intéressé dans les affaires du Roi, Trésorier général de la Police de Paris, David Etienne Rouillé de l'Etang accède à la noblesse par l'achat, en 1765, d'une charge de conseiller secrétaire du Roi, Maison et couronne de France. Commissionnaire du Trésor public en 1791, il est fait en 1808 chevalier de l'Empire et préside alors le conseil-général de la Seine.  Il meurt en 1811, sans enfant, laissant l'hôtel à la fille de sa sœur, Adélaïde Anne Louise Piscatory de Vaufreland, épouse d'Emmanuel Pastoret, marquis de Pastoret et chancelier de France sous la Restauration.
Au Chancelier de Pastoret, mort en 1840, succède son fils, Amédée de Pastoret, conseiller d'Etat puis sénateur, mort en 1857, et la fille de celui-ci, Marie de Pastoret, épouse d'Hervé de Rougé, Marquis du Plessis-Bellière, décédée en 1890. 
Sans enfant, la marquise du Plessis-Bellière lègue tous ses biens au pape Léon XIII, demandant que l'hôtel du Plessis-Bellière devienne la nonciature apostolique. Ce testament est attaqué par la famille de Rougé, ainsi que par l'État, et donne lieu à une série de ventes aux enchères fameuses, en 1897.
Le décor originel de l'hôtel, quant à lui, est dispersé lors d'une vente aux enchères, en 1898. Sa description est connue par le catalogue de cette vente.
La façade est classée monument historique depuis 1923.
Depuis 1901, l'hôtel, acheté par Louis Robert Lebaudy, est, avec l'hôtel Cartier, occupé par le siège de l'Automobile Club de France.

## Une réplique aux États-Unis
Une réplique, construite par Horace Trumbauer et Julian Abele (en), des deux corps de bâtiment de la place de la Concorde est située à Philadelphie.

L'un des bâtiments accueille la Free Library of Philadelphia, il est la réplique notamment de l'hôtel du Plessis-Bellière.

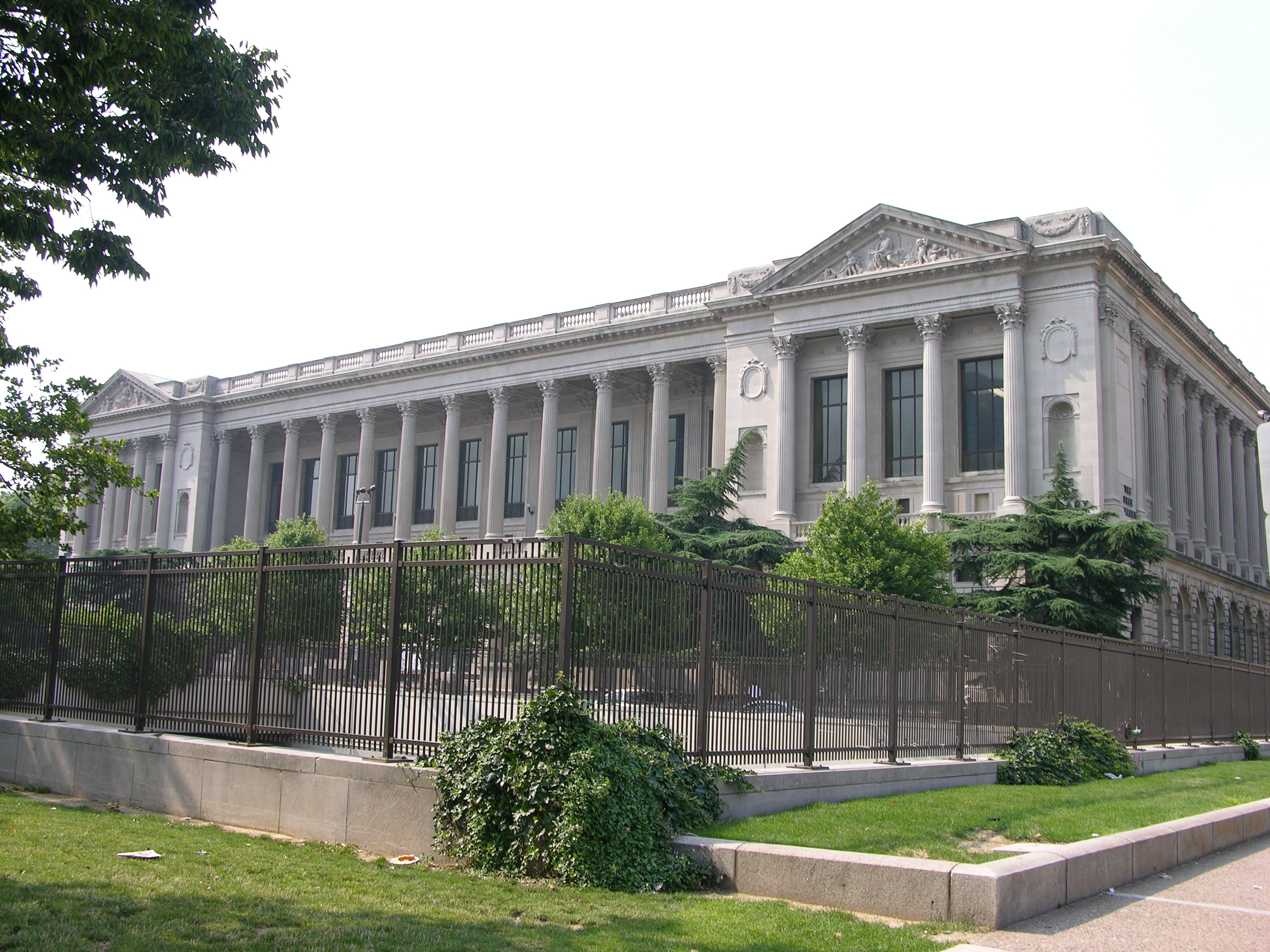
Free Library of Philadelphia, réplique américaine de l'hôtel du Plessis-Bellière.

Toujours dans la même ville des États-Unis, au lieu de l'ancienne « Family Court of Philadelphia », se situe l'autre bâtiment qui est pour sa part une réplique du pendant, séparé par la rue Royale de l'hôtel de Coislin sur la place de la Concorde, l'hôtel de la Marine.

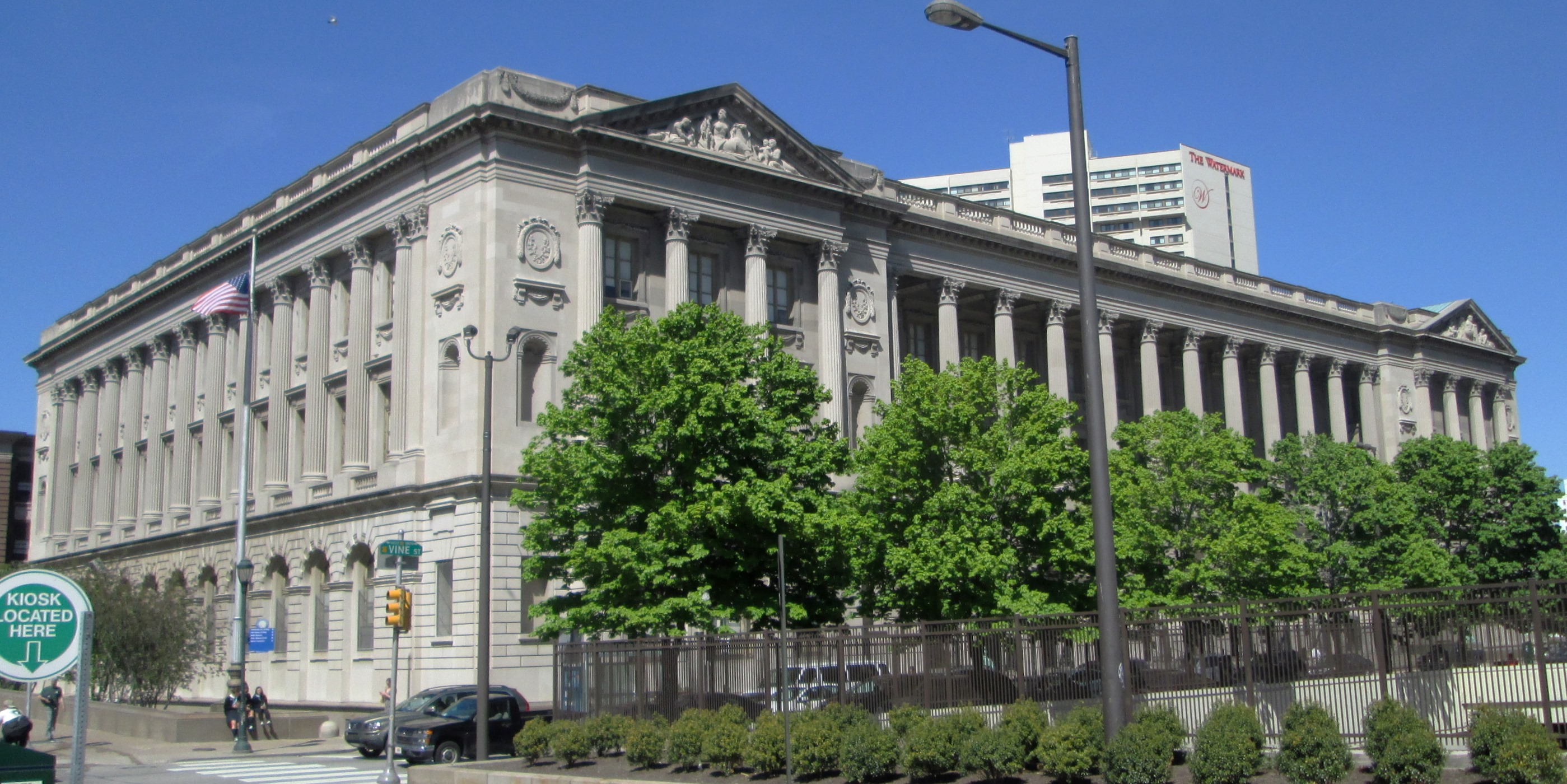
Family Court Building, réplique américaine de l'hôtel de la Marine.